# 簇桥街道
簇桥街道，是中华人民共和国四川省成都市武侯区下辖的一个乡镇级行政单位。

## 行政区划
簇桥街道下辖以下地区：
簇锦社区、新城社区、龙井村、瓦房村、双凤村和七里村。